# Bankeryd
Bankeryd – miejscowość (tätort) w Szwecji, w regionie administracyjnym (län) Jönköping, w gminie Jönköping.
Według danych Szwedzkiego Urzędu Statystycznego liczba ludności wyniosła: 8506 (31 grudnia 2015), 8817 (31 grudnia 2018) i 8800 (31 grudnia 2019).